# Claude Chappe

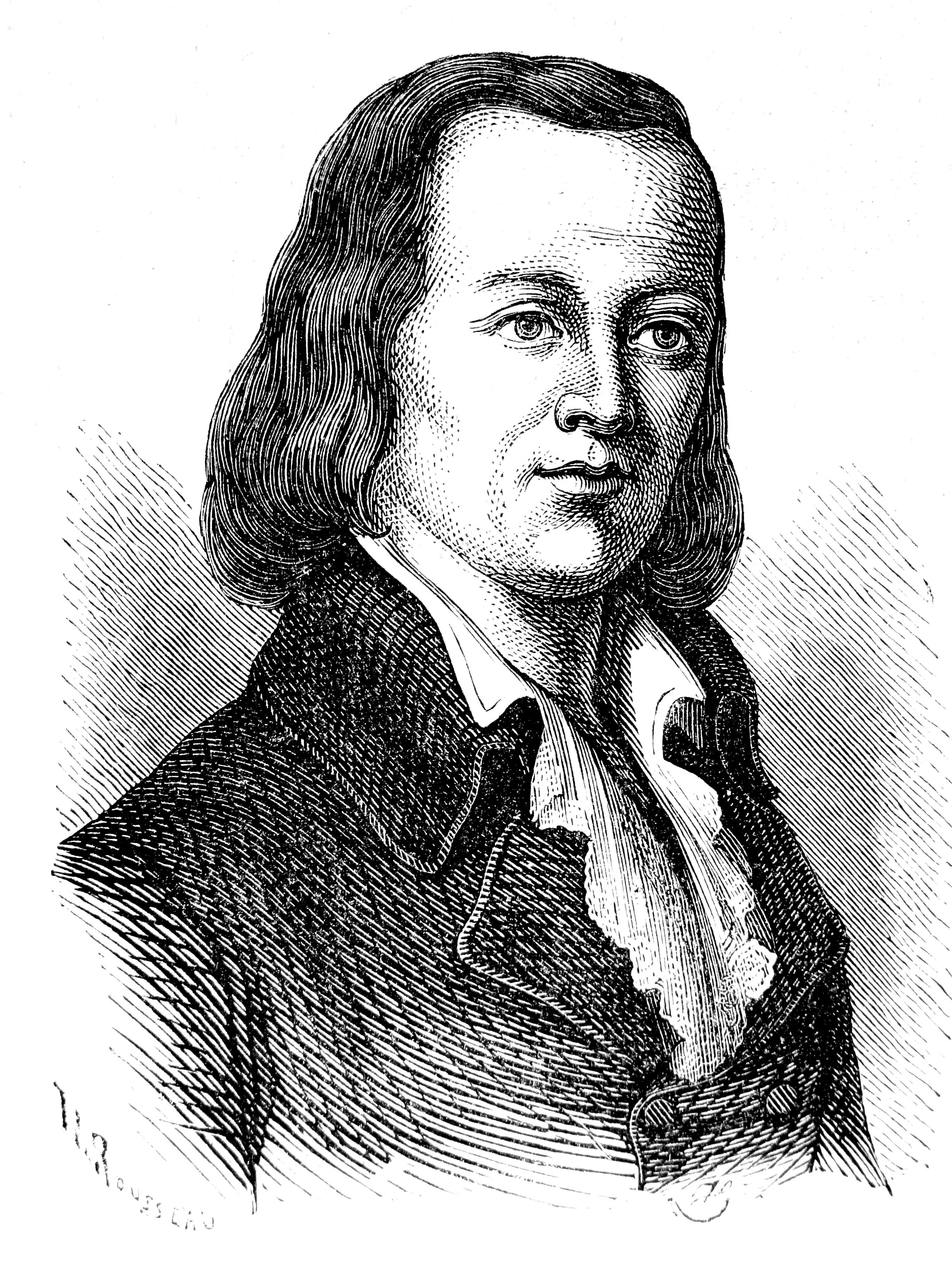
Claude Chappe

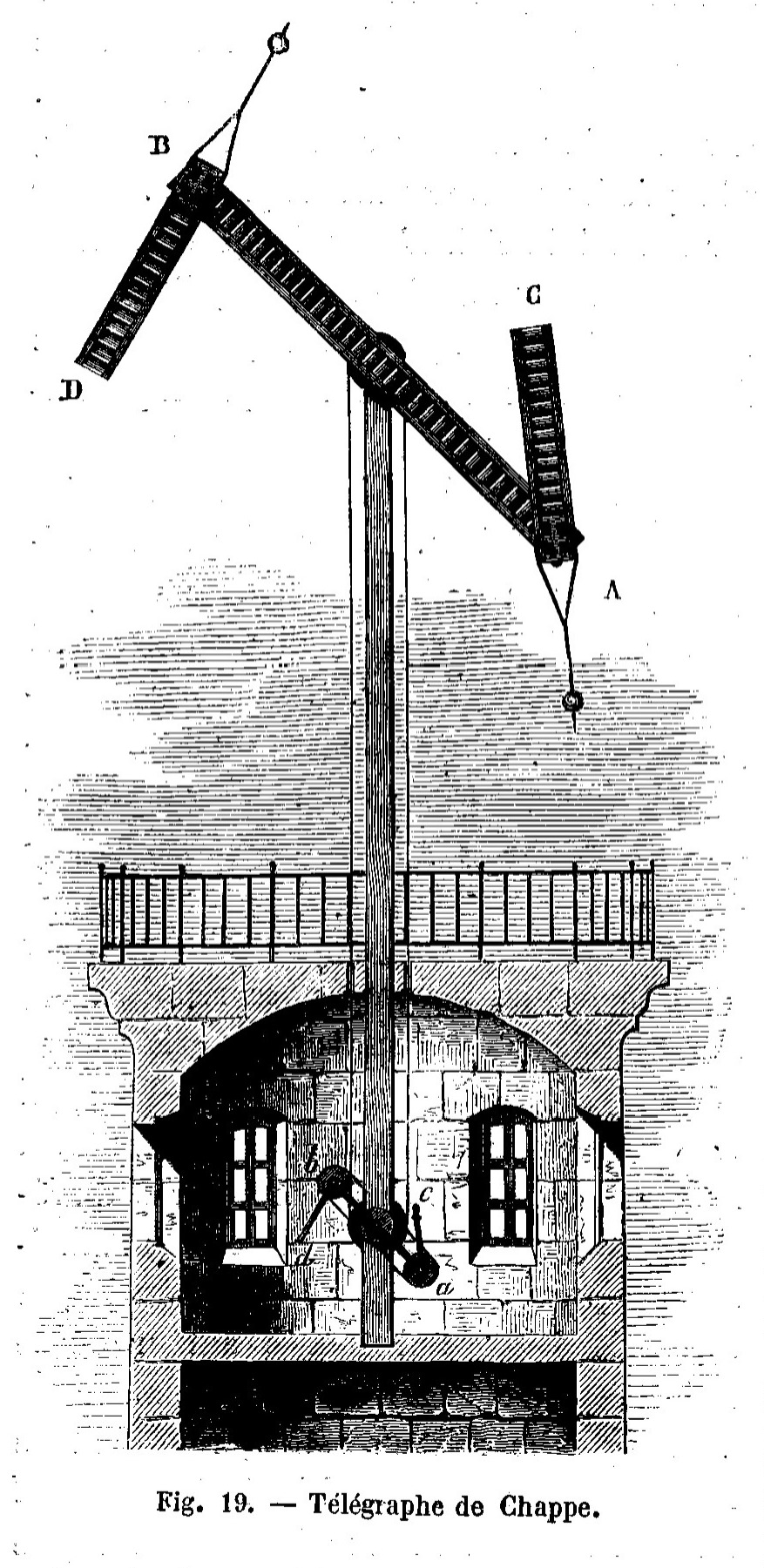
Funktionsweise des Télégraphe Chappe

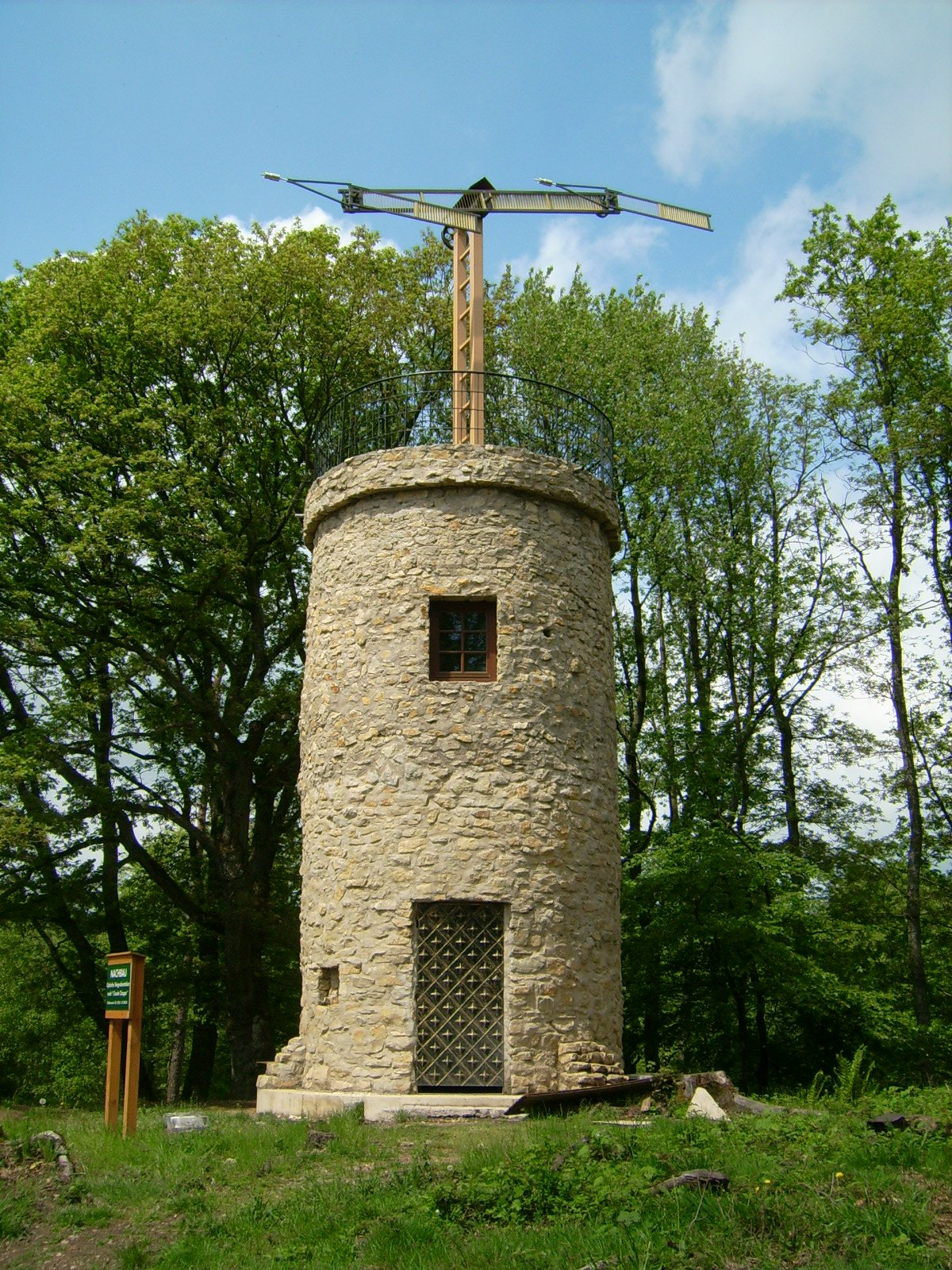
Nachbau auf dem Litermont bei Nalbach

Abbé Claude Chappe (* 25. Dezember 1763 in Brûlon, Maine; † 23. Januar 1805 in Paris) war ein französischer Techniker und Geistlicher.

## Leben und Werk
Chappe war früh an physikalischen Studien interessiert. Nach der Schule erhielt er ein Stipendium und wurde zunächst als Priester ausgebildet. Nach Ausbruch der französischen Revolution 1789 machte der technikaffine Abbé sein Hobby zum Beruf. Er entwickelte gemeinsam mit seinen beiden Brüdern Abraham und Ignace 1791 eine von ihm als Tachygraf (Schnellschreiber) bezeichnete Vorrichtung. Sie erlaubte die rasche Übermittlung offener wie auch codierter Meldungen über weite Strecken. Der erste erfolgreiche Praxisversuch war am 2. März 1791, als zwischen zwei 15 km entfernten Orten bei Brûlon einige Redewendungen ausgetauscht wurden. Am 22. März 1792 führte Chappe das inzwischen ausgereifte Telegrafensystem der gesetzgebenden Körperschaft vor. Die weitere Entwicklung scheiterte fast, da mehrmals seine Apparate zerstört wurden.
Ab 1793/94 entstand mit dem Bau der ersten Fernlinie von Paris bis Lille (225 km) eine völlig neue und später in vielen Ländern Europas erfolgreich praktizierte Nachrichtentechnik, die vor allem militärischen und wirtschaftspolitischen Zwecken diente. Der Abteilungsleiter im Kriegsministerium, André-François Comte Miot de Mélito (1762–1841), verwendete dafür die Bezeichnung télégraphe, die sich später auch im Signalwesen der Eisenbahnen verbreitete.
Der Chappe’sche Télégraf (Sémaphore) bestand aus einem 5 m hohen Holzgerüst, an dessen oberem Ende ein 4,62 m langer und 0,35 m breiter Balken (Regulator) um seinen Mittelpunkt schwenkbar befestigt war. An jedem Balkenende war ein 2 m langer und ebenfalls schwenkbarer Arm (Indikator) mit einem Gegengewicht zur Erleichterung des Einstellens der Zeichenstellungen angebracht.
Über Rollen und Seile ließen sich die drei beweglichen Arme so verstellen, dass man 196 verschiedene Zeichen mit Wort- und Satzbedeutung bilden konnte. Die Schwenkarmvorrichtungen wurden auf hohen Gebäuden errichtet. Ihr Abstand voneinander betrug meist rund 11 km. Zur Ausstattung jeder Station gehörten Fernrohre, um die eingestellten Zeichen der Nachbarstationen in beiden Richtungen beobachten zu können. Ein Zeichen durchlief in einer Minute eine Strecke von 135 km. Mit Hilfe von Lampen, die an den Flügelarmen befestigt wurden, versuchte man auch nachts zu telegrafieren.
Die erste Einrichtung ging zwischen Paris und Lille am 15. August 1794 in Betrieb. Als erste Nachricht wurde die Rückeroberung der Stadt Le Quesnoy (bei Lille) versandt. Chappe installierte in Frankreich ein Telegrafennetz. Durch Napoleons Eroberungszüge hielt die Technik Einzug in Europa. U.a. wurde zwischen Metz und Mainz eine Verbindung mit 22 Stationen hergestellt. Die erste Nachricht erreichte Mainz am 29. Mai 1813.
Chappe starb nach längerem Leiden im Alter von nur 41 Jahren durch Suizid.

## Ehrung
Die Schule „Collège Claude Chappe - Ida Grinspan“ in Paris trägt (auch) seinen Namen.